# Store Hellstugutinden
Store Hellstugutinden er den højeste af Hellstugutinderne, som danner en bjergryg mellem isbræerne Hellstugubræen/Vestre Memurubræen i øst og Urdadalen i vest.
Hellstugutinderne består af:
- Nordre Hellstugutinden
- Midtre Hellstugutinden
- Store Hellstugutinden
- Nestsøre Hellstugutinden
- Søre Hellstugutinden